# Bahar (Azerbaigian)
Bahar è un comune dell'Azerbaigian situato nel distretto di Beyləqan. Conta una popolazione di 1.129 abitanti.